# Culte des pierres

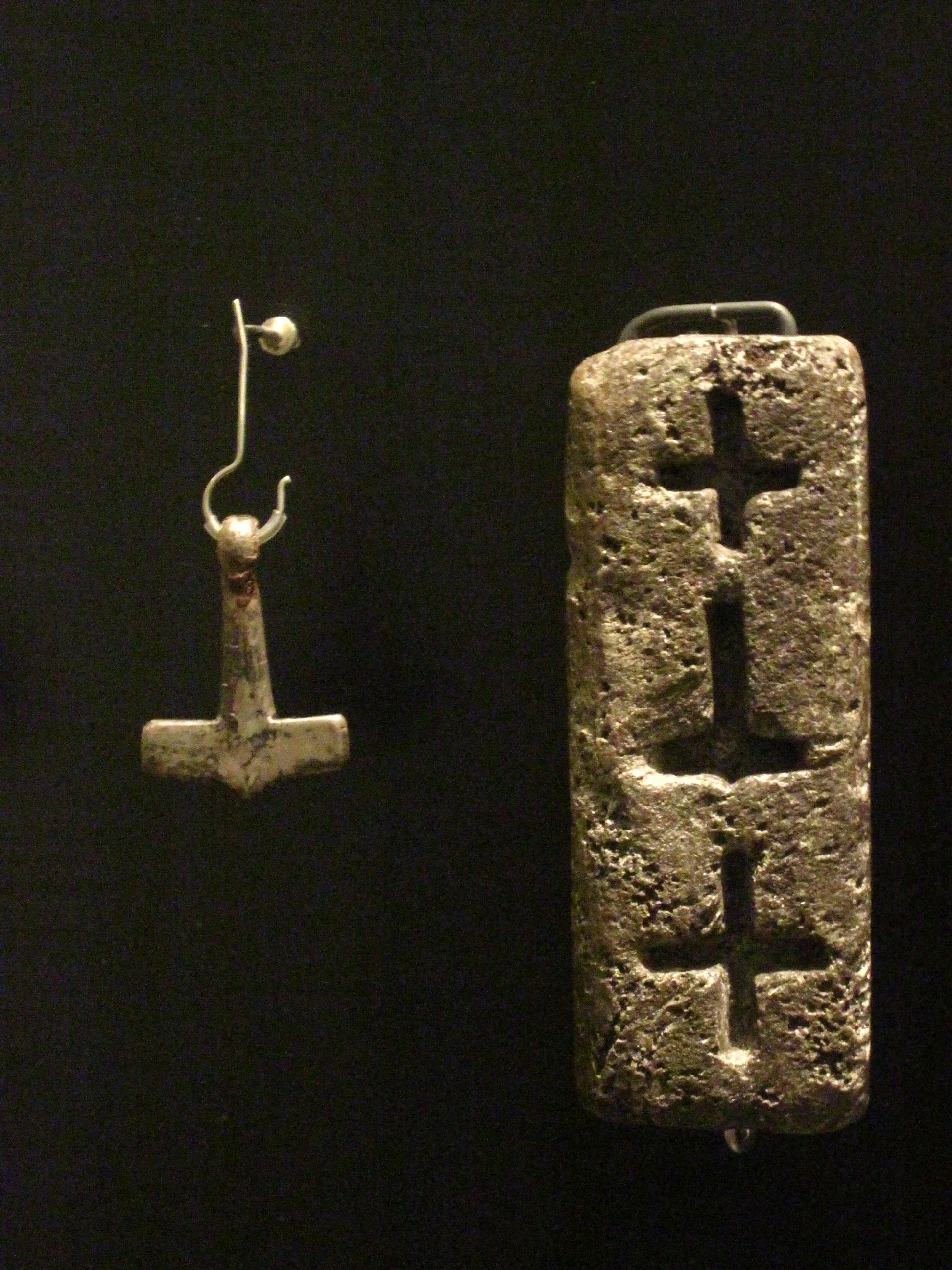
Illustration du syncrétisme religieux, un moule en pierre destiné à la fabrication de croix chrétiennes et d'un marteau de Thor, symbole populaire du paganisme nordique. Ces objets ont été utilisés comme pendentifs qui permettent à l'homme de communiquer avec les puissances divines.

En histoire des religions et en géomythologie, le culte des pierres, appelé aussi litholâtrie ou litholatrie, du grec ancien : λίθος / lithos « pierre », et λατρεία / latreia « vénération », est un culte universel lié aux divinités chtoniennes ou célestes (en) qui se traduit par des rites en relation avec la pierre, dont certains ont une valeur initiatique (cultes à mystères).

## Éléments historiques

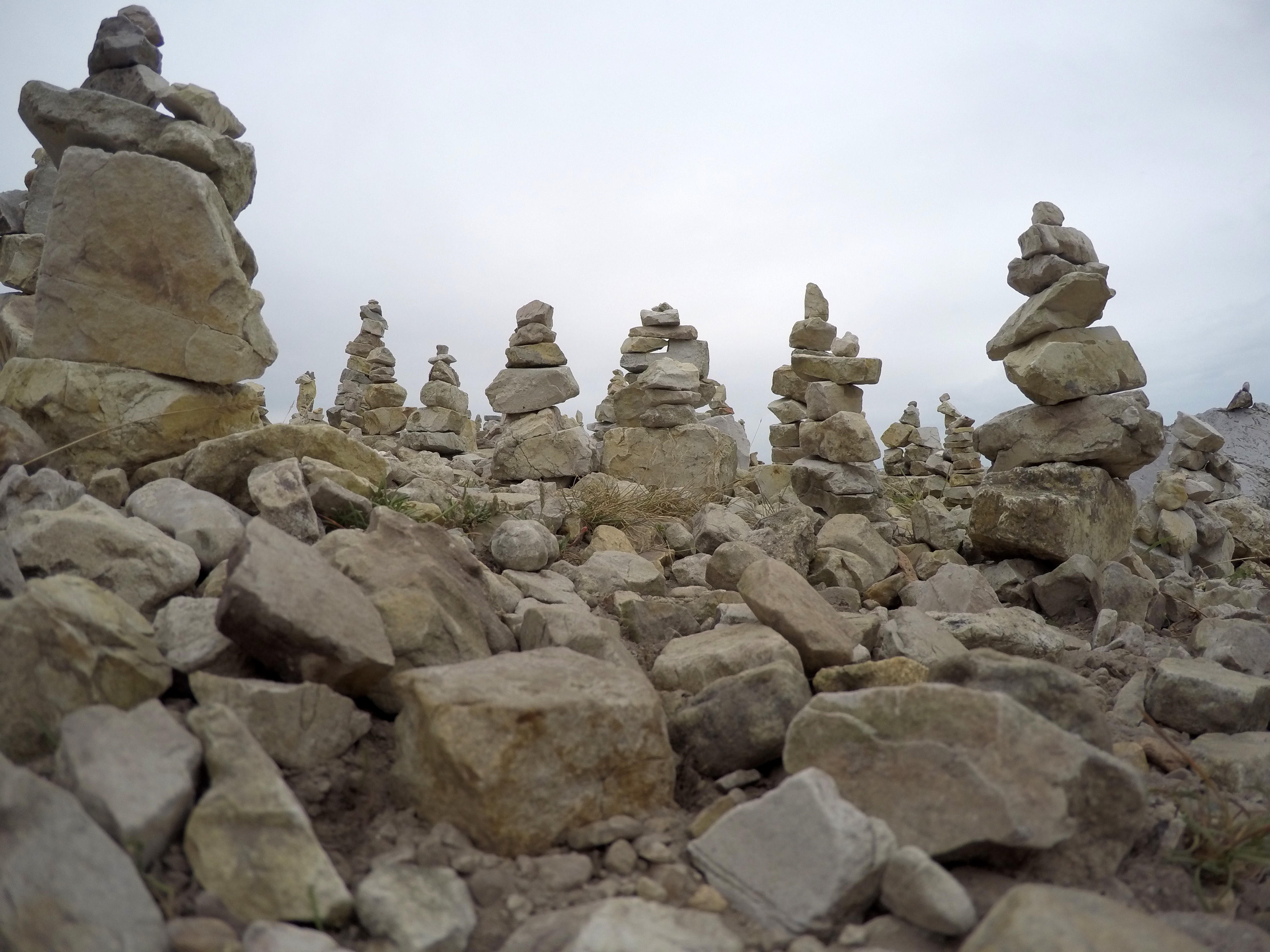
Ce groupe de petits cairns du cap de la Chèvre (Finistère) témoigne d'un culte litholâtrique.

À travers les différentes époques et civilisations, les hommes ont adoré les pierres de petite taille (pierres mousses, galets lisses roulés par la mer ou les torrents, pierres de foudre, gemmes considérées dans de nombreuses traditions comme des étoiles — demeures des dieux — tombées du ciel) ou de grande taille (hiérophanie matérielle qui se manifeste sous forme de mégalithes) auxquelles ils attribuent, en tant que supports de la mentalité magique, des pouvoirs bénéfiques, et y investissent un caractère sacré. « Chez les nomades, qu'ils soient chasseurs ou pasteurs, l'axe du monde est un arbre (ou un poteau de bois), c'est-à-dire une matière évolutive. En revanche, chez le sédentaire, la pierre devient le symbole de la fixité, de l'éternité ». Les diverses symboliques associées à ce culte expliquent que la litholatrie remonte peut-être au paléolithique (Vénus paléolithiques, liées au culte de la fécondité ou de la Déesse-Mère), que les traces matérielles lors du développement du mégalithisme néolithique sont plus connues (constructions à vocation funéraire, alignements mégalithiques liés au culte des astres), et que le culte litholatrique des bétyles est bien attesté au chalcolithique.
Les origines divines aux pierres puisent leurs fondements dans plusieurs croyances populaires, mythologiques ou religieuses communes à toutes les civilisations, particulièrement celles de l'Antiquité qui ont laissé de grands ensembles archéologiques et des écrits : certaines leur attribuent une origine terrestre (produits directement enfantés par la Terre-Mère, tels que les roches à bassins et cupules, ou les chaos rocheux plus ou moins sanctifiés). D'autres une origine céleste (pierres tombées du ciel et messagères des dieux, telles que les pierres de foudre ou de tonnerre appelées céraunies et censées protéger de leurs effets, et les météorites, ou bétyles). Les pierres d'origine terrestre sont généralement associées aux rituels de fertilité et de mort, et aux cultes des divinités chtoniennes. Les pierres d'origine céleste sont quant à elles plus souvent associées au Ciel-père (en) lié à un culte astral ou solaire, à un culte des ancêtres, des héros et à certains aspects du culte de la fertilité.
Du Ve au IXe siècle, des lois romaines (Code de Théodose en 438) puis les canons de conciles et des édits royaux fulminent contre le culte païen des pierres (et aussi des autres éléments naturels comme les arbres, les sources et les fontaines, à l'instar des idoles). Ils ordonnent de renverser celles auxquelles on rend hommage, de les détruire ou, devant cette tâche quasi impossible, de les enfouir de façon que les fidèles ne puissent les retrouver, « ce qui est peut-être cause, en partie, de la présence de dolmens sous « tumuli » ». L'histoire du christianisme est en effet marquée à ses débuts par la lutte des premiers évangélisateurs et prédicateurs contre le culte des pierres. Mais leur combat contre cette forme d'idolâtrie, de même que les conciles ultérieurs qui proscrivent le culte sous peine d'anathème, ont peu d'effet, si bien que l'Église doit composer avec ces croyances enracinées et même parfois les prend en main en les intégrant dans un syncrétisme religieux : christianisation de menhirs, déplacement de pierres dressées auprès de chapelles ou réemploi dans des sanctuaires chrétiens, légendes de pétrification associées aux alignements mégalithiques. Plus généralement, le comparatisme religieux met en évidence que la sacralisation des quatre éléments — air, feu, eau et terre, les pierres naissant dans les entrailles de la Terre ou se formant à partir des deux derniers éléments — se retrouve dans plusieurs religions actuelles.
Des survivances du culte païen de ces éléments de la nature se retrouvent dans des pratiques contemporaines pieuses, superstitieuses. Ainsi, « les pierres de foudre, qui sont toujours révérées dans certaines campagnes, sont en fait des outils des hommes néolithiques, soit la flèche qui représente l'éclair, soit la hache polie qui est le tonnerre ». Survivance religieuse également dans le fait de se faire enterrer sous un monument mégalithique aux XIXe et XXe siècles (dolmen de Ker-Han, tombe de Zénaïde Fleuriot). On peut aussi repérer une survivance dans la pratique contemporaine de placer à dessein un amas artificiel de pierres, appelé cairn, rappel d'Hermès (du grec ancien : ἕρμα / hérma, littéralement « tas de pierres »), divinité du voyage, du commerce, de l'échange, des bergers, qui est le dieu des pierres jalonnant la route des voyageurs. Cette divinité de l'Olympe de la mythologie grecque a en effet fixé beaucoup de croyances et d'usages religieux faisant intervenir les pierres, au point de désigner des éléments lithiques. « Que la pierre indique une tombe, l'hermès devient monument funéraire. Par la suite, Hermès désignera d'une manière générale toute stèle, qu'elle soit érigée à la porte de la maison ou à l'entrée de la cité, à la limite d'un champ, à un carrefour, sur le marché … Lorsque la stèle marque un tertre funéraire […], aux jours prévus, la pierre sera frottée d'huile, tel le corps de l'athlète avant les jeux ; elle recevra des bandelettes de laine, des couronnes, des fioles à parfum, le sang et la fumée des sacrifices. Doué de pouvoirs magiques, l'hermès guérit les malades, purifie le meurtrier du sang qu'il a versé et de la folie qu'engendra la souillure du meurtre. Rien là de spécifiquement grec, rien non plus qui indique de manière indubitable une influence étrangère : le culte des pierres est universel et semble lié à un certain type d'association d'idées plutôt qu'à un lieu précis ou à une société donnée ».

## Rites en relation avec les pierres

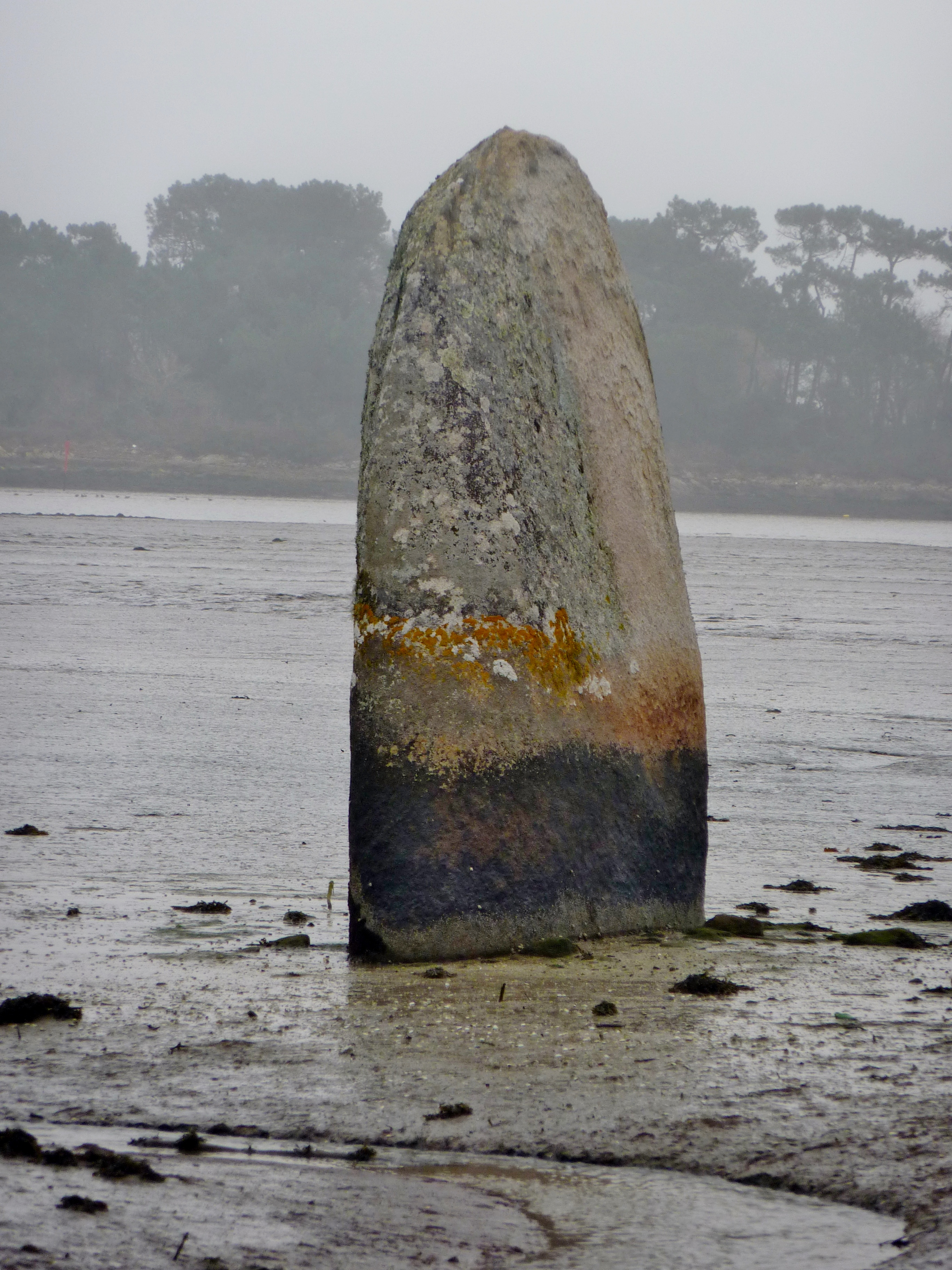
Le menhir isolé érigé à un carrefour devient l'itinéraire et le point de passage obligé de celui qui poursuit une quête initiatique. Il peut également se dresser dans l'axe d'une rivière ou être associé à une source, évoquant un culte de l'eau.

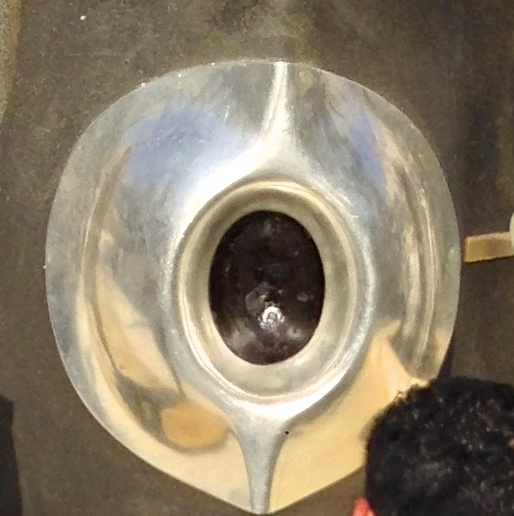
La pierre noire exposée dans le flanc sud-est de la Kaaba, représente aux yeux des musulmans la main d'Allah. Elle fait l'objet d'un culte litholatrique : elle est devenue concave par l'érosion des attouchements séculaires. L'hypothèse de son origine météoritique a été formulée, mais tout prélèvement ou analyse est interdit.

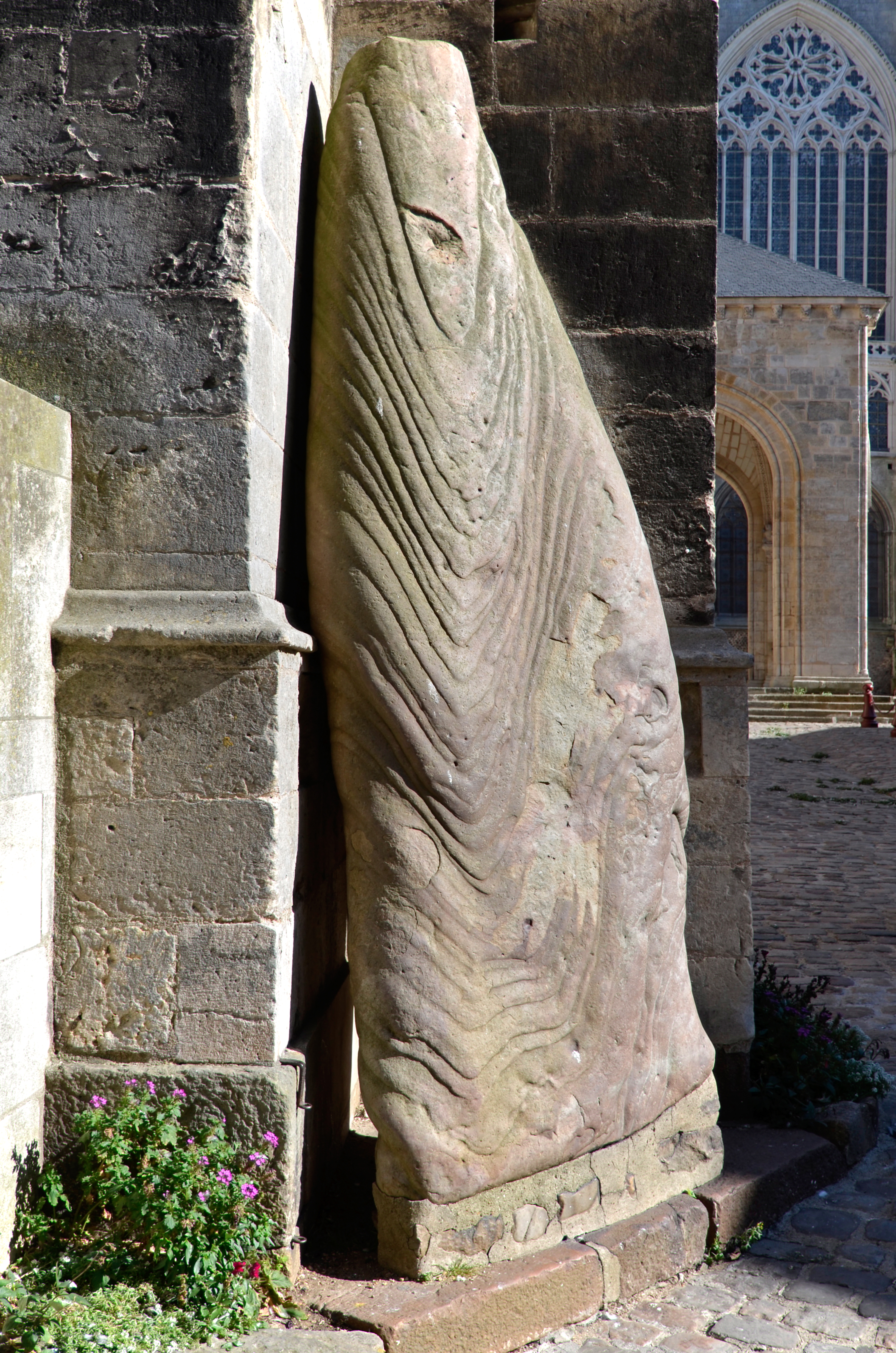
La « pierre au lait » dressée contre un mur de la cathédrale du Mans, possède une cupule dans laquelle les jeunes femmes se frottaient le doigt pour être fécondes.

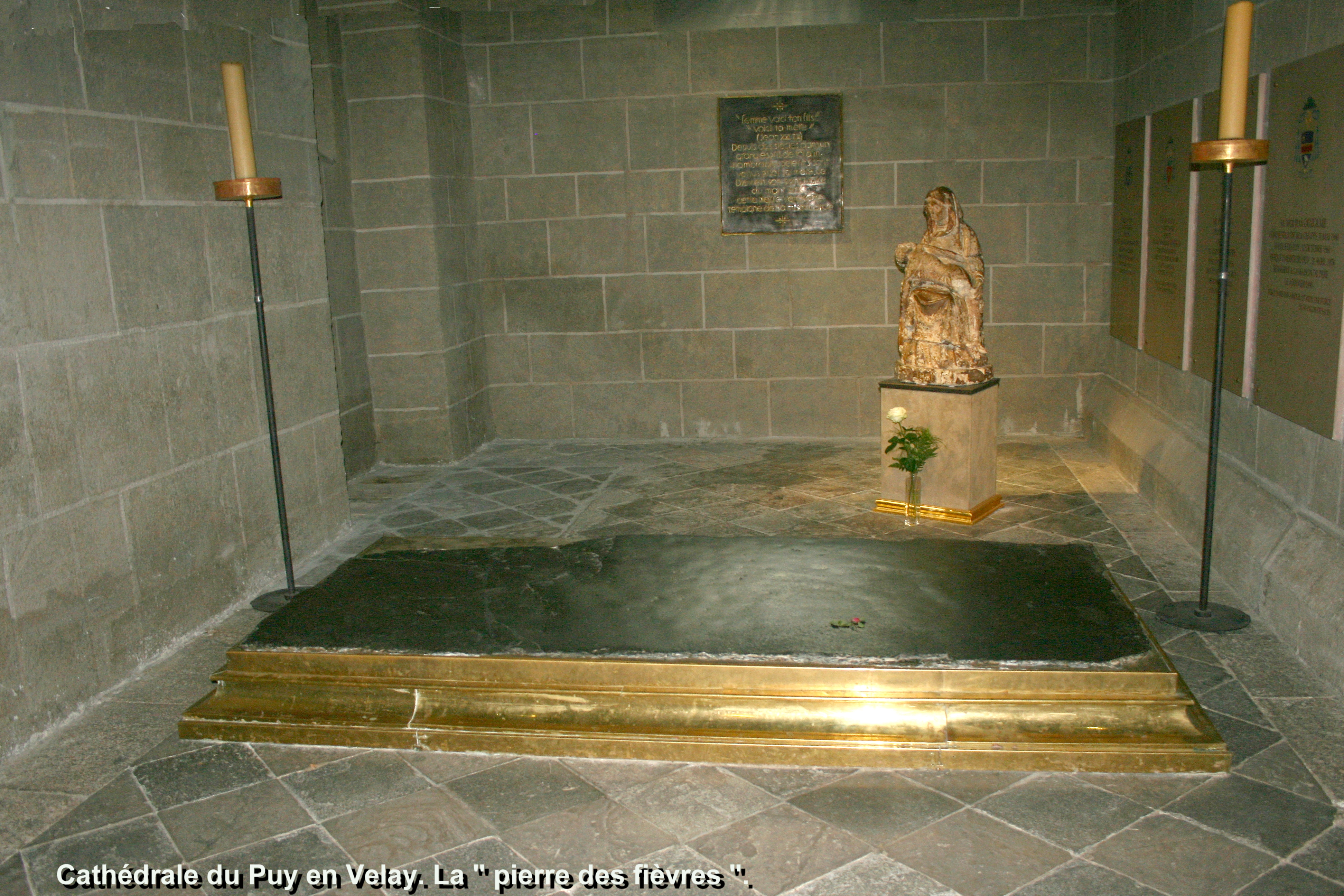
La « pierre des fièvres » dans une abside de la Cathédrale du Puy-en-Velay est un reliquat de dolmen sur lesquels les pèlerins s'allongent pour en recevoir les bienfaits.

Au sein des croyances populaires, mythologiques ou religieuses, les ethnologues peuvent distinguer plusieurs rites en relation avec les pierres. Certains renvoient au culte : le baiser, le toucher, le frottement, l'onction, l'apport de fleurs ou de parfum, sont autant de pratiques qui se retrouvent dans les pierres lustrales, les pierres porte-bonheur, talismaniques ou amulétiques (pratiques pouvant s'assimiler à des transferts des pouvoirs magiques, à l'instar des reliques de contact). D'autres ont une valeur initiatique : elles impliquent les pierres dressées qui représentent symboliquement le feu terrestre (en) s'élevant dans les airs ou  « des pierres brutes de plus petite taille et qui possèdent, naturellement, des formes particulières » : les pierres plates peuvent symboliser la connaissance initiatique, les pierres percées sont associées à des symboles vaginaux ou peuvent représenter le monde céleste, d'où leur utilisation dans des sites d'initiation ; les pierres roulées, de forme sphérique, expriment l'union des principes féminin et masculin et peuvent être utilisées lors du rituel du mariage.

## Principales pierres sacrées
- Bétyles (Pierre noire de La Mecque, Omphalos de Delphes, stèles, masseba (en)…)
- Lingams
- Mégalithes (menhirs, djeddars, dolmens, tumulus et cairns dolméniques, ovoos…)
- Obélisques
- Pyramides
- Tayamums (en)

## Stone-lore
Les pierres sacrées appartiennent au folklore des régions où elles ont suscité diverses superstitions, légendes et interprétations fantaisistes. Leurs formes ont également fécondé l'imaginaire populaire. Autant de facteurs qui expliquent les microtoponymes (désignations populaires locales des pierres) qui sont l'écho de ces croyances. L'archéologue Salomon Reinach est probablement l'inventeur du terme stone-lore (de l'anglais stone, pierre et lore, traditions) pour désigner, à l'instar du folklore, le recueil des légendes relatives aux pierres et à leurs désignations en général, et aux mégalithes en particulier

## Galerie

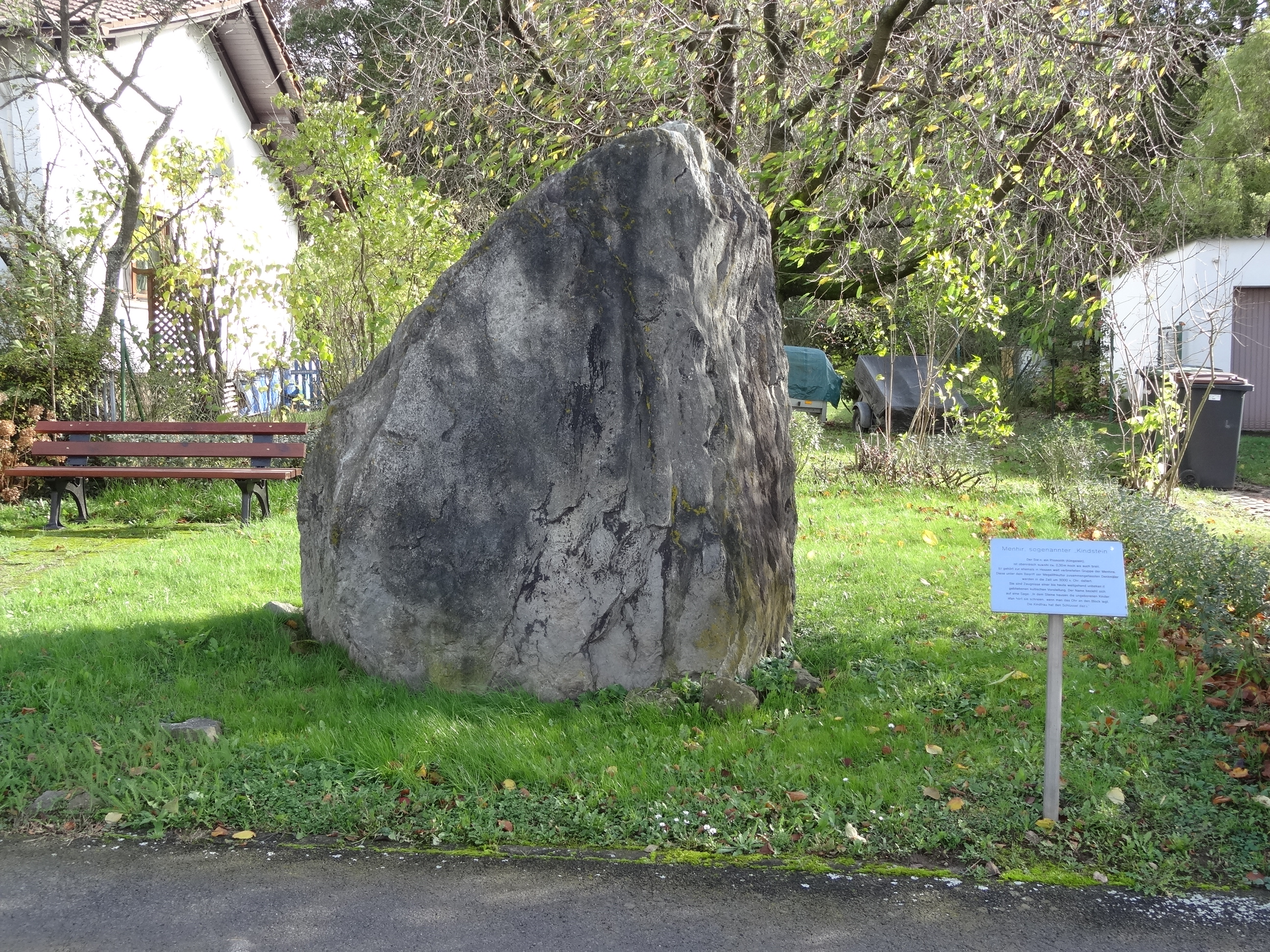
Le nom de la « Pierre à enfant » à Nidda (Allemagne) suggère qu'elle est liée à un rituel de fertilité.
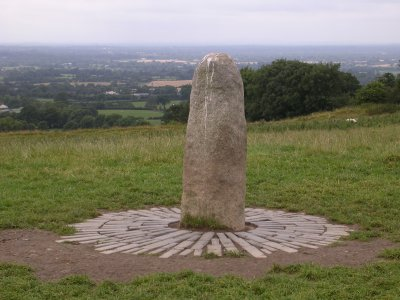
La Pierre de Fal de Tara est, dans la mythologie celtique irlandaise, un des cinq talismans apportés par les Tuatha Dé Danann
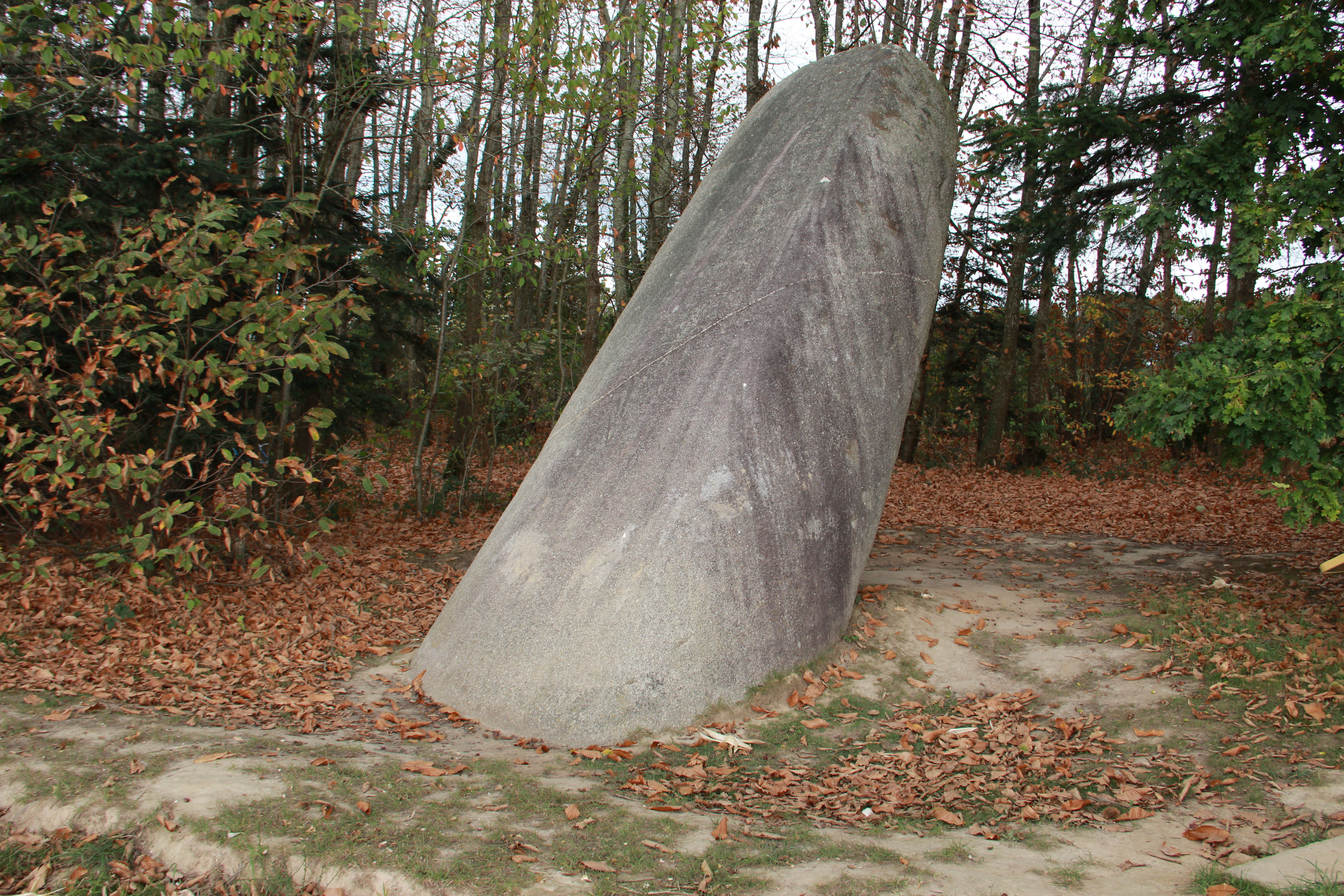
Pierre à glissade utilisée par les femmes (autre rituel de fécondité censé guérir de la stérilité, faciliter les accouchements ou les mariages).
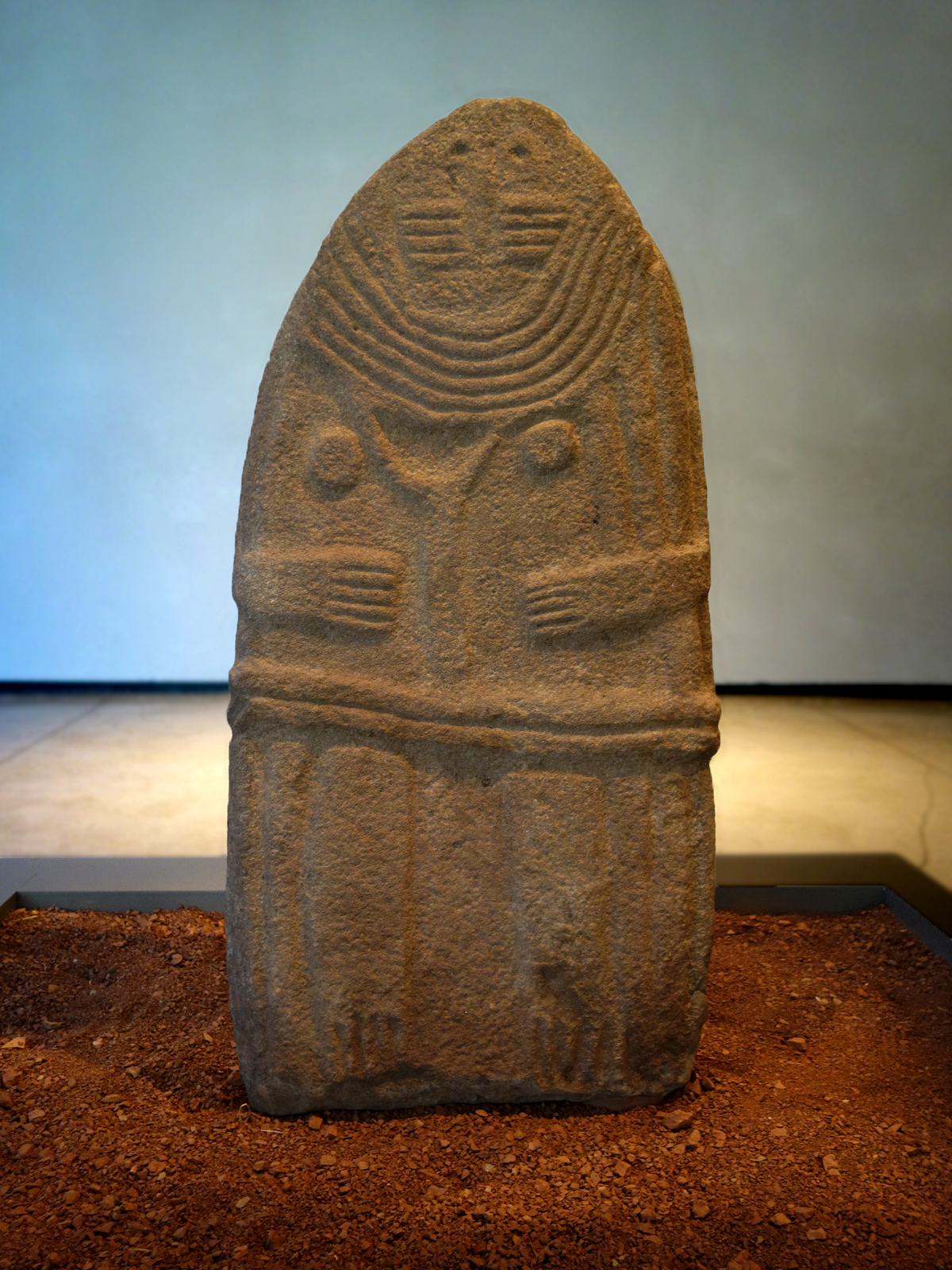
La statue-menhir dite « La Dame de Saint-Sernin » pourrait représenter la Déesse-Mère.
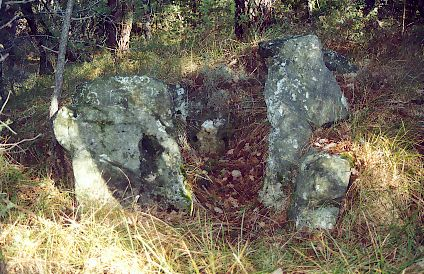
Le dolmen de la Cabre d'Or à Figanières. Le nom de cabre fait référence à une chèvre qui veille sur un trésor[Note 6].
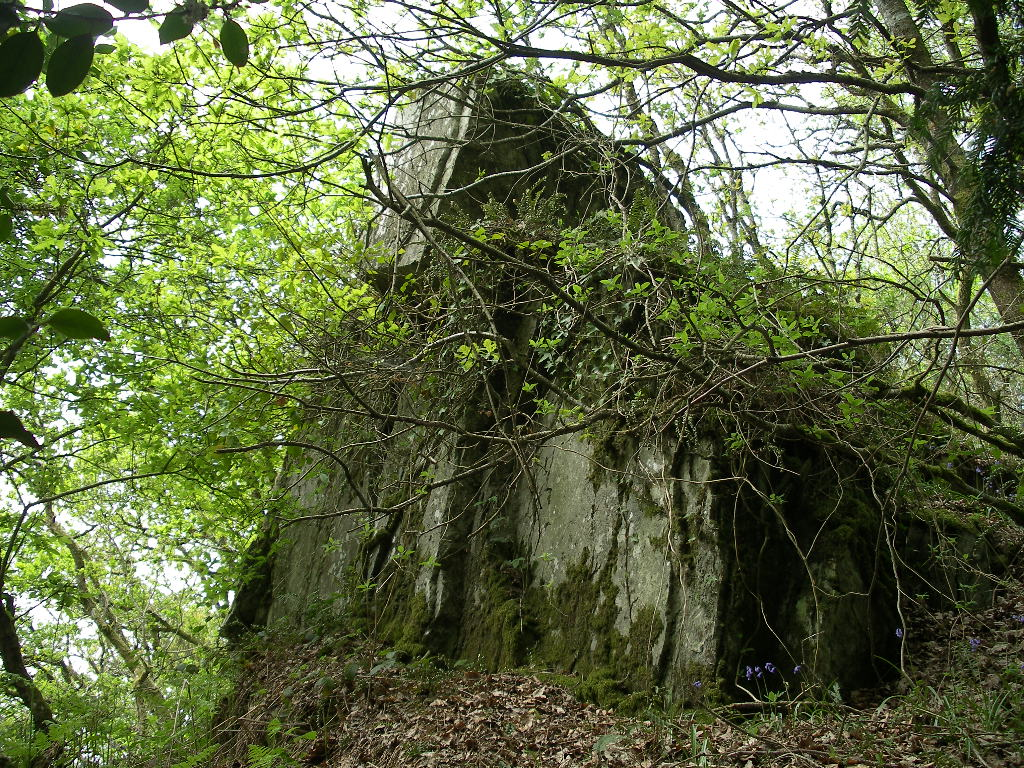
La Pierre druidique à Périgny est associée à de nombreuses légendes[Note 7].
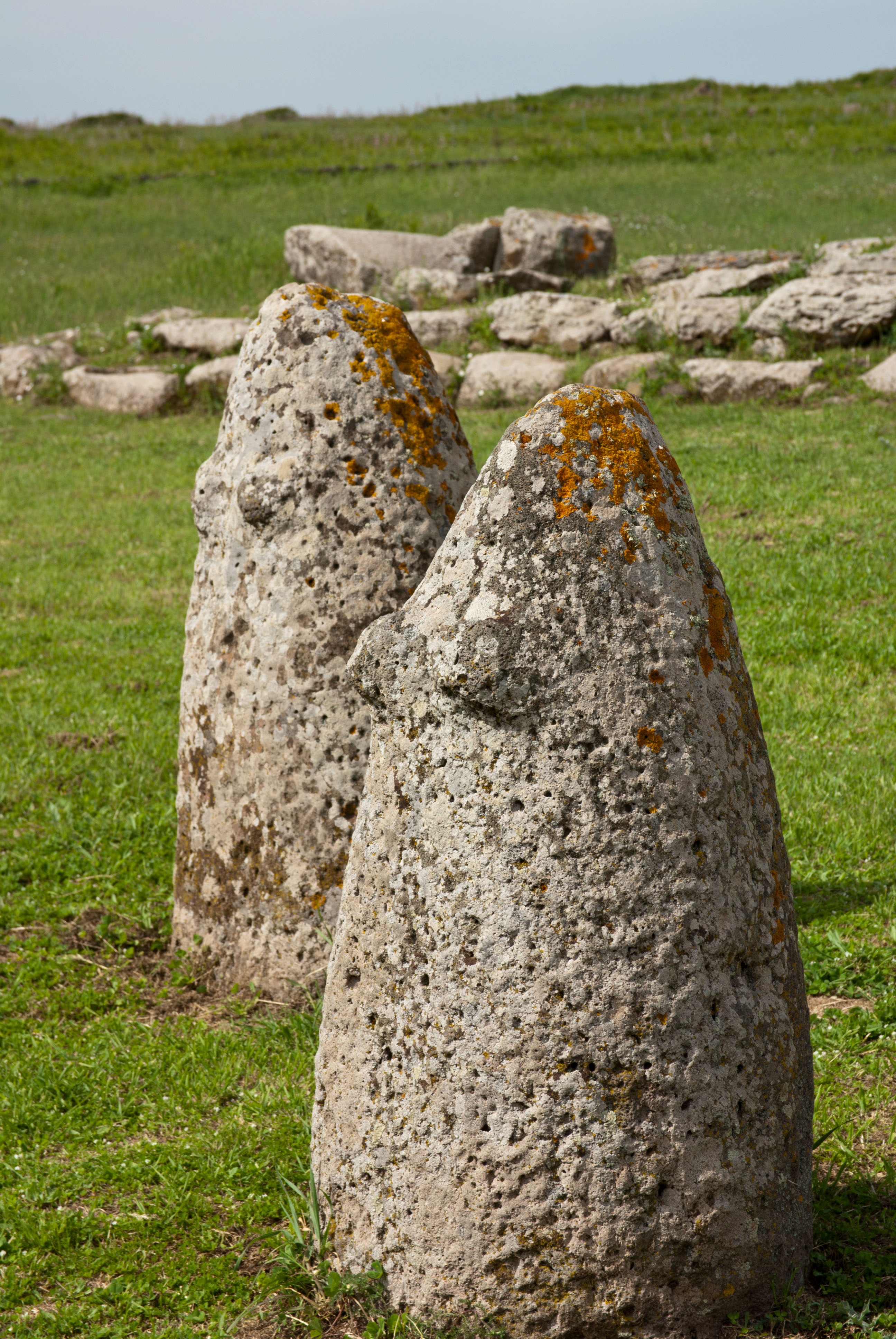
Bétyle portant de petites bosses en relief, les seins, dispensateurs de vie (Sardaigne).
Le songe de Jacob de Domenico Fetti (ca. 1619) : la tête couchée sur une pierre, ce petit-fils d'Abraham entre en relation avec Dieu[Note 8].
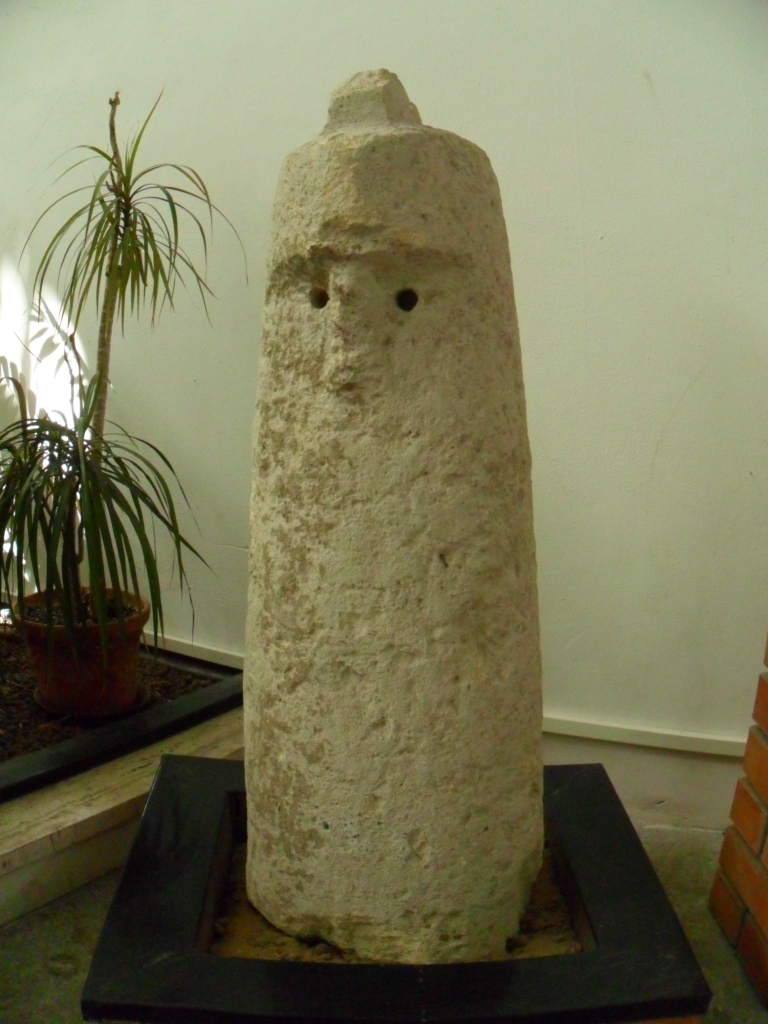
Statue bétyle, guerrier coiffé d'un heaume avec crête de source nuragique, Viddalba (conservée au musée Sanna).
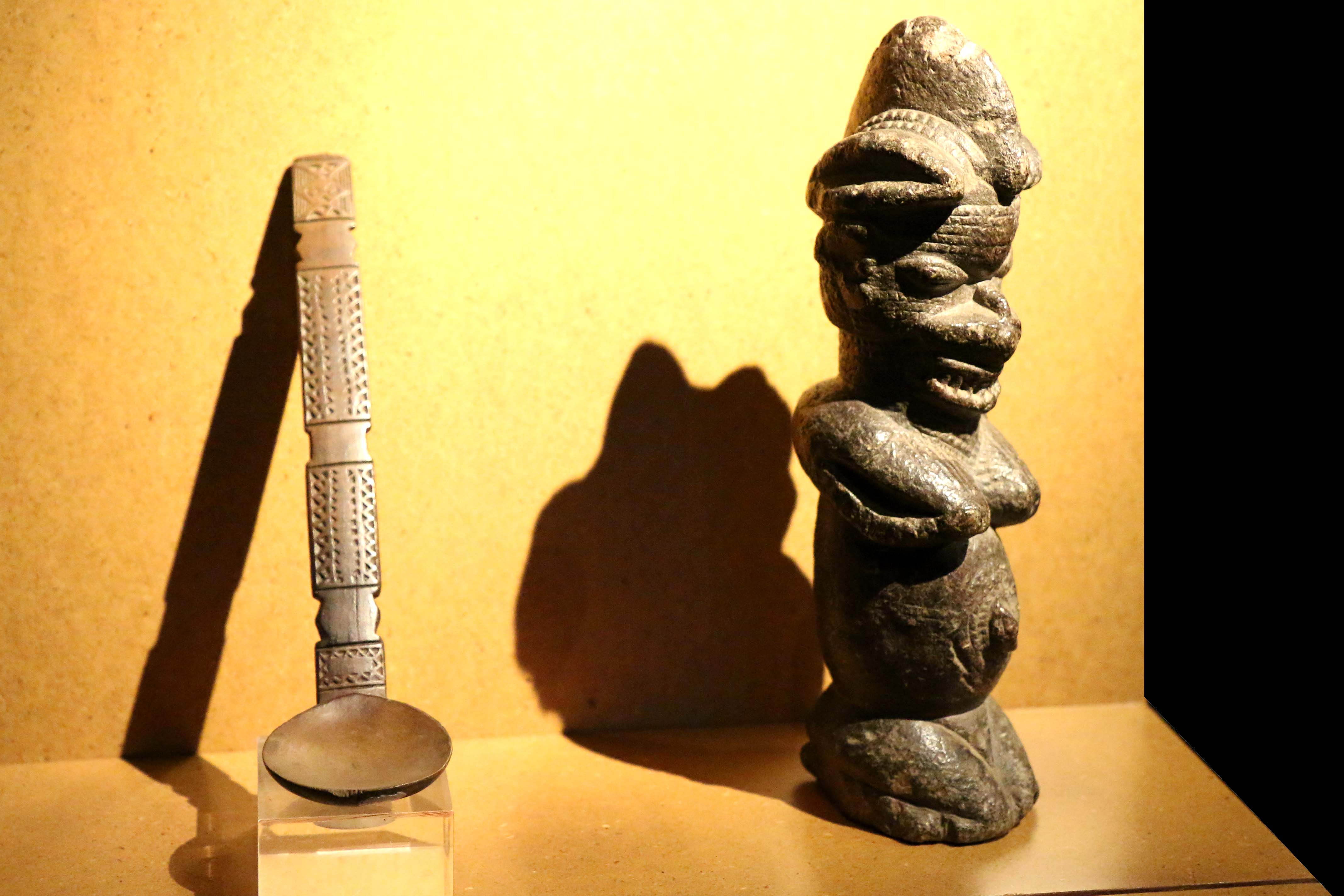
La statuette africaine Kissi sert à la divination.
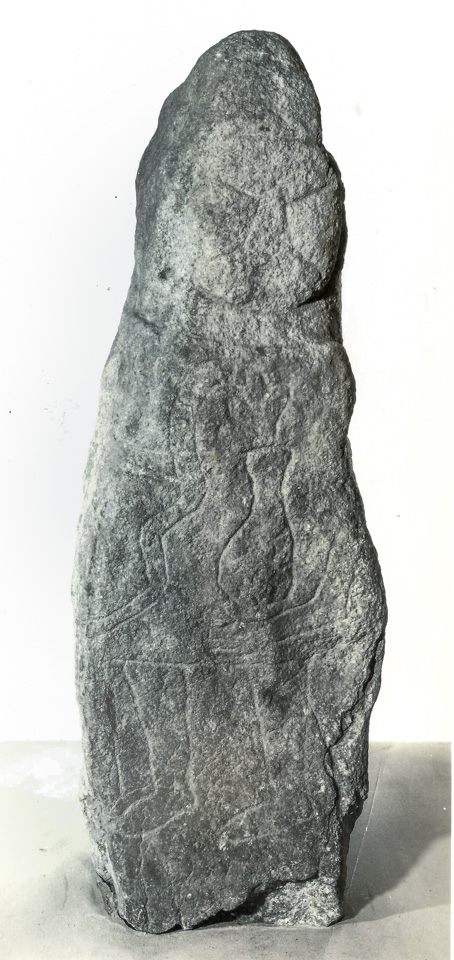
Iverix, Dieu If, découvert à Macquenoise (Belgique) en 1969